# Бидуны
Бидуны (араб. بدون جنسية‎ — «неграждане») — название лиц без гражданства, проживающих в ряде стран Ближнего Востока, прежде всего в Кувейте. Бидуны Кувейта сталкиваются со многими ограничениями в трудоустройстве, передвижении и образовании. Им не разрешается обучать своих детей в государственных школах и университетах. Ряд правозащитных организаций квалифицирует действия правительства Кувейта в отношении бидунов как этнические чистки и геноцид. Поступали сообщения о насильственных исчезновениях и массовых захоронениях бидунов. В последние годы среди бидунов резко возрос уровень самоубийств.

## Кувейт
В Кувейте проживает наибольшее число лиц без гражданства во всем регионе. Большинство бидунов Кувейта принадлежат к северным племенам.
В 1965—1985 годы бидуны имели свободный доступ к образованию, здравоохранению и другим гражданским правам. В 1980-е годы кувейтская армия на 80-90 % состояла из бидунов.
В 1985 году, на фоне ирано-иракской войны и покушения на эмира Джабера III, бидуны были лишены законного статуса. С 1986 года правительство Кувейта стало ограничивать выдачу им документов. После войны в Персидском заливе многие бидуны мигрировали из Кувейта в Ирак, большинство из них не имели официальных документов.
По оценкам организации Human Rights Watch, в 1995 году в Кувейте проживало 300 тысяч бидунов. В британском парламенте сообщалось, что 150 тысяч из них были депортированы в лагеря беженцев в пустыне у границы с Ираком с минимальным доступом к воде и пище под угрозой смерти в случае их возвращения в Эль-Кувейт.
К 2004 году бидуны составляли лишь 40 % кувейтской армии. В 2013 году правительство Великобритании оценивало количество официально зарегистрированных бидунов в Кувейте в 110 729 человек и отмечало, что все лица без гражданства в стране по-прежнему подвергаются риску преследований и нарушений прав человека. В 2018 году правительство Кувейта заявило, что оно будет натурализовывать до 4000 бидунов в год. В 2019 году посольство Ирана в Кувейте объявило о выдаче гражданства бидунам иранского происхождения.
Законодательство Кувейта предусматривает натурализацию. На практике бидуны иракского происхождения не могут пользоваться этой возможностью, в отличие от суннитов иранского происхождения и выходцев из саудовских племён. Многие бидуны в Кувейте вынуждены скрывать свое происхождение и религиозную принадлежность.
Многие бидуны эмигрируют в Европу в качестве беженцев, прежде всего в Великобританию. В 2021 году Кувейт являлся восьмым по величине источником просителей убежища, пересекающих Ла-Манш на лодках.

## Ирак
В настоящее время в Ираке проживают десятки тысяч кувейтских бидунов, не имеющих гражданства. Процесс получения гражданства в Ираке намного проще, чем в Кувейте, благодаря наличию судебной системы рассмотрения вопросов гражданства. С августа 2017 года Комиссия по правам человека ООН координирует с иракскими НПО свою деятельность по помощи бидунам в получении иракского гражданства.

## Саудовская Аравия
Бидуны в Саудовской Аравии не считаются гражданами и, следовательно, не имеют никаких льгот. Саудовская Аравия в прошлом уже лишала гражданства некоторых саудовцев. Однако некоторые из бидунов имеют право на образование, бесплатное здравоохранение и доступ к рабочим местам. Большинство из них являются беженцами из Йемена, Иордании и Сирии.